# 後藤完夫
後藤 完夫（ごとう さだお、1943年2月1日 - 2018年4月9日）は東京都出身のスポーツジャーナリスト、アメリカンフットボール解説者。出版社タッチダウン社主。日本タッチ・アンド・フラッグフットボール協会会長。

## 人物
慶應義塾高等学校時代の1960年に同級生から誘われてアメリカンフットボールを始める。その後慶應義塾大学進学後もアメリカンフットボールを続けた。1964年12月に行われた日本学生選抜のハワイ遠征メンバーに選ばれてハワイ大学と対戦した。
現役時はランニングバックとして活躍。日本選抜ヘッドコーチなども歴任した。
慶應義塾大学を卒業後、企業に勤めたがアメリカンフットボールの魅力を日本で広めたいと考え、友人たちと雑誌の創刊にむけて動き回った。昼間は仕事をしながら夕方以降に編集作業、週末には試合を見て回った。1970年9月にアメフト専門雑誌『TOUCHDOWN』を創刊したが最初は口コミによる通信販売であった。本人も不満足であった創刊号は当時関西学院大学アメリカンフットボール部ヘッドコーチだった武田建によると読まずに捨てられた程度のものであったという。1971年、結核に罹り信濃町にある慶應病院に入院し3年間の安静を医師から言い渡され仕事は休職した。
復職後の1974年7月に会社を退社しスポーツ出版社を設立、同年9月から『TOUCHDOWN』を隔月で発刊した。1974年4月に東京オリンピックの男子100m金メダリストでダラス・カウボーイズに所属していたボブ・ヘイズが来日し日本でもアメリカンフットボールへの関心が高まっていた。同年に日本教育テレビで始まったNFL番組、『全米フットボール』（アナウンサーは志生野温夫、1978年10月まで放送）の解説を担当した。1976年のアメリカ合衆国建国200周年を目前として第1次NFLブームが巻き起こった。
1976年にNFL本部を訪問し、その後翌1977年の第11回スーパーボウルよりスーパーボウル取材をアメリカ以外のメディアとして初めて認められた。
1979年には総合スポーツ雑誌「monthly sports」を創刊、ジョー・モンタナなどの人気により巻き起こった第2次NFLブームが始まった1989年には『TOUCHDOWN』からNFLをメインとした専門誌、『TOUCHDOWN NFL』（後の『TOUCHDOWN PRO』）を創刊した。
また、NHK BS1及び日本テレビ・日テレジータスで放送されるNFL中継の解説を務め、NFL倶楽部にも準レギュラー出演していた。
1997年には映画「デボラがライバル」(DEBORAH，THE RIVAL)にアメフト解説者役で出演している。
2018年4月9日、東京都内の病院で逝去。75歳没。

## 著書

### 執筆
- 『フットボール専科』（1976年）
- 『新フットボール専科』（1984年）
- 『やさしいフットボール入門』（1989年）ISBN 978-4-924342-35-4
- 『スーパーボウル』（1991年）ISBN 4-924342-42-4
- 『アメリカンタッチ&フラッグフットボール入門』（1998年）ISBN 978-4-924342-49-1
- 『進め!スーパーボウル』（2002年）ISBN 978-4-924342-71-2
- 『フラッグフットボール入門』（2009年5月）ISBN 4-924342-53-X

### 翻訳
- 『ウイニング･フットボール』著者:ベア・ブライアント
- 『アメフットスキル＆ドリル入門』著者:トム・ボス（2008年9月）

## エピソード
- 慶應義塾大学時代、栗本慎一郎と生物学の講義でペアになったが腕を骨折したためミミズの解剖を栗本一人にしてもらいレポートも作ってもらったことがある[5]。